# Heinrich Faber
Pour les articles homonymes, voir Faber.
Heinrich Faber (né avant 1500 à Lichtenfels – mort le 26 février 1552 à Oelsnitz), est un compositeur, pédagogue et théoricien de la musique allemand.

## Biographie
La vie de Heinrich Faber est mal connue. On ne sait rien de sa date de naissance, mais seulement qu'il est originaire de Lichtenfels (Principauté épiscopale de Bamberg).
En 1515 Heinrich Lychtenfels, qui serait notre Faber, était employé comme chanteur (contratenor altus) à Copenhague, à la cour du roi Christian II de Danemark. Il y resta jusqu'en 1523.
En 1538 Heinrich Faber devint professeur à l'école Saint-Georges de Naumbourg. Il y entra en relation avec Nikolaus Medler, qui y introduisait la réforme scolaire initiée par Martin Luther et Philippe Melanchthon. En mai 1542 Faber est immatriculé à l'université de Wittemberg et en février 1545 il y est reçu maître ès arts libéraux.
Appelé par Medler, il part en 1547 pour Brunswick où il enseigne à la Brüderkirche, puis en 1548 au Martineum, en tant que recteur. Il signe les dédicaces de ses ouvrages à Brunswick, en 1548.
Il revient à Naumbourg en 1548 ou 1549 et devient recteur de l'école municipale Saint-Wenzel, mais dès 1549 il doit en partir à la suite d'une querelle avec l'évêque Julius von Pflug – il avait mis en musique des pamphlets anti-papistes.
En 1551 Faber donne des cours sur la musique à l'université de Wittemberg, et il est recteur à Oelsnitz lorsqu'il meurt en 1552.

## Œuvres
On connaît de Faber des motets à quatre voix et un certain nombre de pièces à usage liturgique.
Faber, qui a écrit en commun avec Medler un projet d'organisation scolaire idéale en 8 classes, s'est aussi fait un nom en tant que théoricien de la musique. Construit à la manière, rare, d'un catéchisme, le Compendiolum musicæ (1552) a été jusqu'au XVIIe siècle le manuel élémentaire de musique le plus répandu en Allemagne. Ce n'est en réalité qu'un extrait de l'Introductio de 1550, dans laquelle il utilise des exemples de son cru, ainsi que d'autres empruntés à Ludwig Senfl, Heinrich Isaac, Josquin Desprez et Pierre Moulu. Il a mis l'accent dans ses œuvres sur un large exposé de la théorie de musique, dans laquelle sa théorie des proportions est illustrée de nombreux exemples.
- Ad musicam practicam introductio, Nuremberg, 1550
- Musica poëtica, Hof, 1548
- Compendiolum musicæ pro incipientibus, Leipzig 1552
- Brevissima rudimenta musicæ pro incipientibus, Leipzig 1554

## Référence
- (de) Cet article est partiellement ou en totalité issu de l’article de Wikipédia en allemand intitulé « Heinrich Faber » (voir la liste des auteurs).